# Aegon
Aegon N.V. — голландська багатонаціональна компанія страхування та управління активами, штаб-квартира якої знаходиться в Гаазі, Нідерланди. Станом на 31 грудня 2017 року в компаніях Aegon працювало приблизно 28 318 людей у всьому світі, обслуговуючи мільйони клієнтів. У 2020 році в компанії працювало 26 000 співробітників. Аегон котирується на Euronext Amsterdam і є складовою індекс AEX.

## Історія
Aegon була заснована в 1983 році внаслідок злиття AGO Holding NV та Ennia NV у 1969 році.
Aegon придбав Scottish Equitable в 1994 році. У 1998 р. він створив Stonebridge International Insurance Ltd для створення та реалізації асортименту продуктів особистого страхування, забезпечуючи покриття своїх нещасних випадків, здоров'я та безробіття власних клієнтів та через ділових партнерів.
У 1999 році він придбав бізнес із страхування життя Guardian Royal Exchange Assurance. Того року він також придбав Transamerica Corporation.
13 серпня 2007 року Aegon та Merrill Lynch оголосили про стратегічне ділове партнерство у галузі страхування життя та інвестиційних продуктів. В рамках відносин Aegon придбав дві страхові компанії Merrill Lynch за життя на 1,3 млрд. Доларів.
23 квітня 2008 року Алексу Віннендцу вдалося звільнити Дональда Дж. Шепарда з посади голови виконавчого правління та генерального директора Aegon N.V. після річних загальних зборів акціонерів групи: Дональд Шепард оголосив про свою відставку в листопаді 2007 року після шести років головування.
28 жовтня 2008 року Уряд Нідерландів та De Nederlandsche Bank домовились про надання компанії «Аегон» інвестиції в розмірі 3 млрд.

## Операції
Бізнес Aegon зосереджується на страхуванні життя та пенсій, заощадженнях та продуктах управління активами. Група також бере активну участь у страхуванні від нещасних випадків, додатковому медичному страхуванні та загальному страхуванні та має обмежену банківську діяльність. Aegon здійснює великі операції в США (де він широко представлений через Світову фінансову групу та Трансамерику), Нідерландах та Великій Британії. Крім того, група присутня в ряді інших країн, включаючи Канаду, Бразилію, Мексику, Угорщину, Польщу, Румунію, Словаччину, Чехію, Туреччину, Іспанію, Китай, Японію, Північну Америку та Індію.
Світова штаб-квартира Aegon знаходиться в Гаазі, Нідерланди

### Дочірні підприємства та підрозділи
Північна Америка
Aegon USA, LLC
Корпорація Трансамерика
Світова фінансова група US Inc.
Нідерланди
Aegon Levensverzekering
Aegon Schadeverzekering
Aegon Bank
OPTAS Pensioenen
Аегон Спаркас
Unirobe Meeus Groep
TKP Pensioen
Aegon Hypotheken
Об'єднане Королівство
Scottish Equitable plc (торгується як Aegon UK)
Фінансові послуги Origen
Позитивні рішення
Кофунди
Blackrock UK 
Загальнодержавні 
Інші
Aegon España S.A. (Іспанія)
Aegon Magyarország Általános Biztositó Zrt. (Угорщина)
Aegon TU na Życie S.A. / Aegon Powszechne Towarzystwo Emerytalne S.A. (Польща)

### Спільні підприємства
- Компанія Aegon-CNOOC страхування життя (50% спільне підприємство з CNOOC) (Китай)

- Aegon Sony Life Insurance Cy (50% спільне підприємство з Sony) (Японія)

- Caja Badajoz Vida y Pensiones (Іспанія)

- Партнери спільного підприємства Banca Civica: CAN Vida y Pensiones S.A. de Seguros (50% спільне підприємство), Caja Burgos Vida (50%), CAN Seguros de Salud (50%) (Іспанія)

- Cantabris Vida Y Pensiones (50%) (Іспанія)

- Liberbank Vida y Pensiones (50%) (Іспанія)

- Unnim Vida (50%) (50%) (Іспанія)

- Aegon Industrial Fund Management Co. (49%) (Китай)

- AMVEST Vastgoed B.V. (Нідерланди)

### Акціонери
- N.V. Levensverzekeringsmaatschappij "De Hoop" (33,3%) (Нідерланди)

- Tenet Group Limited (22%) (Велика Британія)

- Сегурос Аргос (89%) (Мексика)

- Aegon Life Insurance Company Ltd [8] (49%) (Індія)

- Mongeral Aegon (50%) (Бразилія)

## Банківські послуги
AEGON також управляє прямим банком під торговою маркою "Knab" у Нідерландах. Незабаром після свого заснування в 2012 році банк зазнав критики за найвищу вартість будь-якого трансакційного рахунку порівняно з іншими голландськими банками [9] [10]. Кнаб відповів, сказавши, що інші банки приховували багато своїх витрат в інших продуктах [11].

## Спонсорство
У 2008 році "Аегон" став офіційним спонсором голландської футбольної команди "АФК" Аякс ", угода, яка тривала протягом семи років [12]. На уніформі Аякса на грудях був логотип Aegon. Aegon став третім спонсором Ajax (TDK спонсорував Ajax з 1982 по 1991 рік, а ABN AMRO спонсорував команду з 1991 по 2008). Наприкінці 2008 року "Аегон" також спонсорує Асоціацію тенісного тенісу. З LTA було погоджено спонсорський пакет, і ім'я Aegon з'явиться на всіх чотирьох опорах британського тенісу, включаючи багато професійних турнірів, одним з яких є чемпіонат AEGON, професійний тенісний турнір ATP на траві в Ірландії в червні в Лондоні та перехід від Stella Artois , який спонсорував захід з 1979 року. З 2004 року Трансамерика є основним спонсором американського гольфіста Зака Джонсона. AEGON є одним із стратегічних партнерів галузі з фінансовою школою Дуйзенберга. [13]

## Штаб-квартира
Штаб-квартира Aegon розташована в Гаазі і спроектована архітекторами OTH [14]. Спочатку AEGON хотів перепроектувати лише конференц-зали, але, працюючи над цим, вони вирішили вдосконалити та перепланувати всю будівлю. Було перероблено офісні приміщення, головний зал та ресторан. Нова конструкція має багато скляних стінок, подібних до скляних стін, вироблених SI-X. [15] У ресторані є головні гвинтові сходи з повною скляною балюстрадою виробництва Eestairs, і він справді виграв приз за найкращі сходи року в 2008 році [16] [17]. У 2009 році компанія Aegon вирішила придбати цю будівлю у фонду нерухомості Unibail-Rodamco та зберегти її як головний офіс.